# Amateur Transplants
Amateur Transplants são um grupo musical londrino, que tinha como base a paródia Britânica.

## Discografia
- 2004 - Fitness to Practice
- 2007 - The Black and White Menstrual Show (DVD)
- 2008 - Unfit to Practise